# Rosenkranz-Demonstration

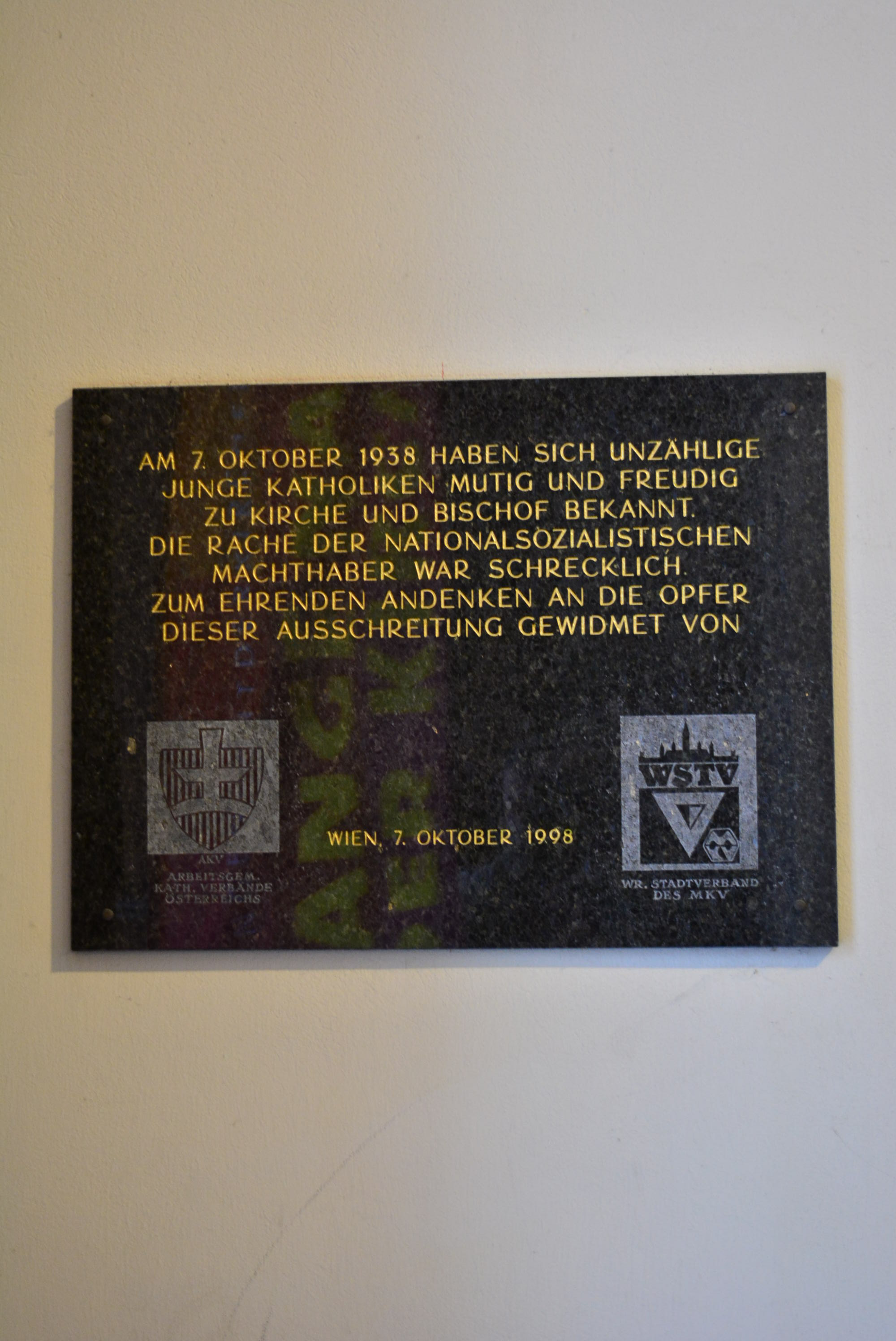
Gedenktafel für die Rosenkranz-Demonstration im Erzbischöflichen Palais …

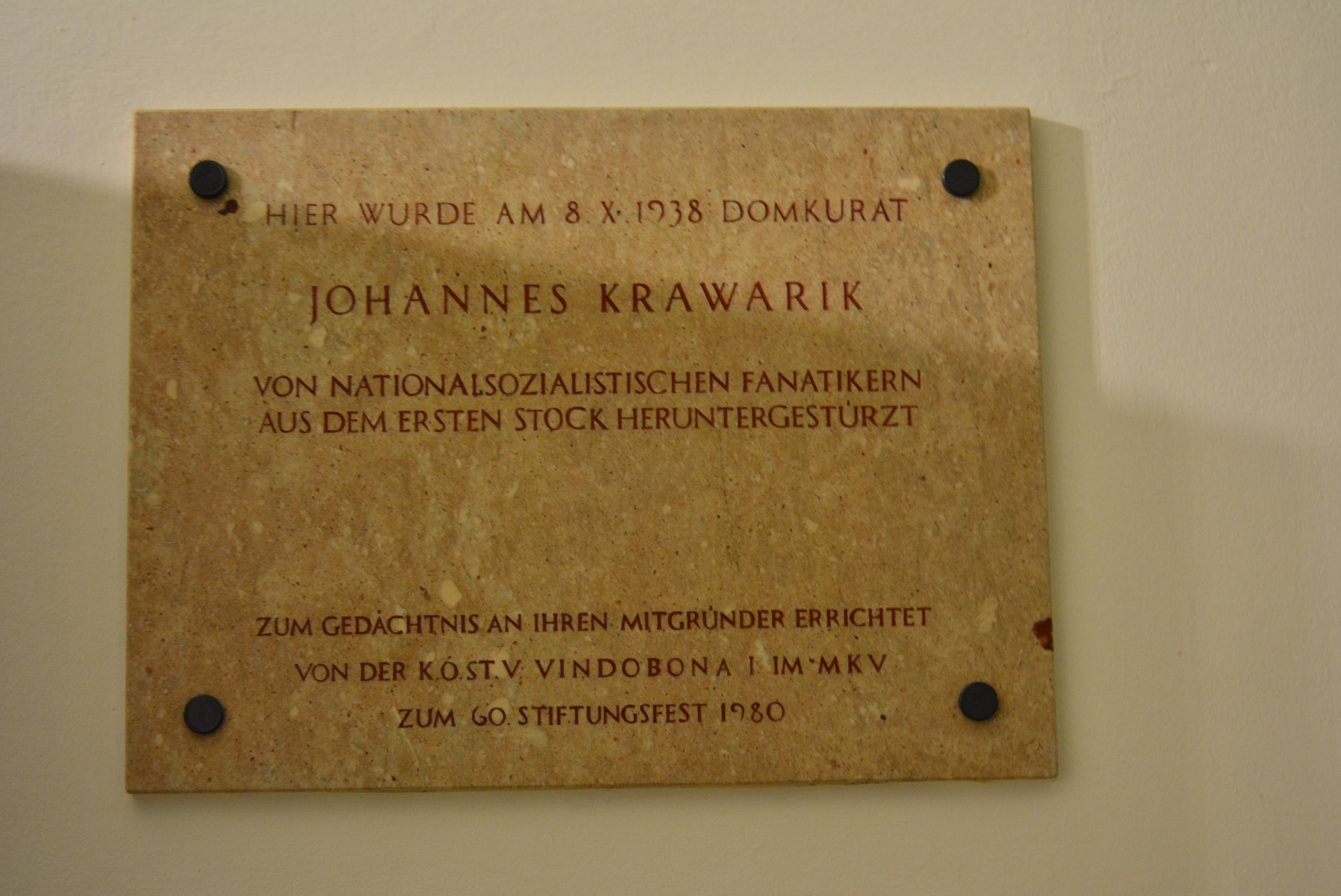
… und für Johannes Krawarik im Erzbischöflichen Churhaus

Die Rosenkranz-Demonstration war eine spontane katholische Kundgebung, die von den Nationalsozialisten als Provokation empfunden wurde. Sie ergab sich am 7. Oktober 1938 im Anschluss an eine Rosenkranzfeier, an der mehr als 6000 junge Katholiken teilgenommen hatten, vor dem Wiener Stephansdom. Dabei kam es zu lauten Rufen wie „Christus ist unser Führer!“ Als Reaktion wurde am nächsten Tag das Erzbischöfliche Palais gestürmt, und Gauleiter Bürckel hielt eine Woche danach eine Hetzrede gegen die Kirche. Damit endete auch in Österreich der Versuch eines friedlichen Verhältnisses zwischen Kirche und Nationalsozialismus.

## Hintergrund
Nach dem Anschluss Österreichs an das Deutsche Reich im März 1938 wurden alle nicht nationalsozialistischen Vereine und Verbände aufgelöst und verboten. Das betraf auch alle römisch-katholischen österreichischen Studentenorganisationen sowie andere katholische Vereine und Verbände.

## Geschehen
Zur Andacht der Jugend beim traditionellen Rosenkranzfest am 7. Oktober 1938 im Dom zu St. Stephan kamen überraschend viele Jugendliche (ca. 7.000, manche schätzten sogar 10.000). Der in seinem Verhältnis zu den Nazis umstrittene Erzbischof von Wien, Kardinal Theodor Innitzer, nahm die Gelegenheit wahr, die Anwesenden aufzurufen,
„gerade jetzt in dieser Zeit umso fester und standhafter unseren Glauben zu bekennen, uns zu Christus zu bekennen, unserem Führer, unserem König und zu seiner Kirche“.
Augenzeugenberichten zufolge herrschte in der bis auf den letzten Platz gefüllten Kathedrale angesichts der zündenden Predigt eine „unbeschreibliche Stimmung“.
Nach der Rosenkranzfeier im Dom gingen die mehreren Tausend Jugendlichen nicht nach Hause, es kam vor der Kirche zu einer spontanen Demonstration. Die jungen Menschen sangen voll Begeisterung am Stephansplatz Kirchenlieder und skandierten vor dem Erzbischöflichen Palais „Wir wollen unseren Bischof sehen!“ (anstelle von „Wir wollen unseren Führer sehen!“).
Diese spontane, nicht angemeldete Versammlung wurde von Polizei und Gestapo aufgelöst und einige Teilnehmer verhaftet.

## Reaktion
Am Abend des 8. Oktober 1938 stürmten und verwüsteten Mitglieder der Hitlerjugend das Erzbischöfliche Palais. Dort zertrümmerten sie Fenster, zerstörten Gemälde und warfen Möbel zum Fenster hinaus. Gegen sich zur Wehr setzende Bedienstete wurde Gewalt angewendet, der Zeremoniär und spätere Wiener Erzbischof-Koadjutor Franz Jachym wurde im Handgemenge verletzt. Den Sekretär Jakob Weinbacher drohte man aus dem Fenster zu werfen, dieser konnte sich jedoch erfolgreich wehren. Später zog die Hitlerjugend weiter am Stephansplatz zum Curhaus, wo Domkurat Johannes Krawarik aus dem ersten Stock in den Innenhof geworfen wurde und sich beide Beine brach. Die zu Hilfe gerufene Polizei traf deutlich verspätet ein, als die gewalttätige Jugend längst verschwunden war. Dem Wiener Polizeipräsidenten Otto Steinhäusl wurde später ein absichtliches Nichteinschreiten vorgeworfen.
Nach der Rosenkranzfeier wurden bekannten katholischen Jugendführern wie Hermann Lein Schutzhaftbefehle zugestellt und die Beschuldigten unmittelbar danach von der Gestapo wegen „Volksaufwiegelung“ verhaftet. Lein wurde im Dezember 1938 ins KZ Dachau deportiert, ab September 1939 in das KZ Mauthausen. Nach 19 Monaten wurde er am 23. April 1940 entlassen. Der Student Ferdinand Habel, der als Zeuge am Stephansplatz spontan seinen Unmut über die Aktion der HJ geäußert hatte, wurde ebenfalls verhaftet und ins KZ Dachau gebracht. 1940 starb er an Hungertyphus im KZ Mauthausen.
Auf Grund der angespannten Lage veranlasste Kardinal Innitzer lediglich den päpstlichen Nuntius eine diplomatische Protestnote nach Berlin zu senden, die jedoch unbeantwortet blieb. Die Mitarbeiter der Erzdiözese wurden jedoch zu Stillschweigen verpflichtet.
Am 13. Oktober 1938 kam es am Heldenplatz zu einer von Gauleiter Josef Bürckel organisierten kirchenfeindlichen und auch antisemitischen Kundgebung. Vor etwa 200.000 Funktionären und Sympathisanten der Nationalsozialisten hielt er eine Hetzrede gegen die Macht der Kirche und beschimpfte den Kardinal als „verworrendsten und heimtückischsten aller politisierenden Kleriker“. Noch im März hatte Bürckel den Text für eine gemeinsame Erklärung der österreichischen Bischöfe verfasst, die den Wählern nahelegte, bei der Abstimmung vom 10. April für den Anschluss zu stimmen.

## Würdigung
Nach der Rosenkranzandacht am 7. Oktober 1938 hatte „die katholische Jugend … ihre Kirchen- und Bischofstreue bekannt“. Diese Kundgebung wurde von Nationalsozialisten als Provokation aufgefasst, die am nächsten Tag das erzbischöfliche Palais stürmten. Damit trat der Gegensatz zwischen katholischer Kirche und Nationalsozialismus offen hervor. Diese Ereignisse waren nach Meinung einiger Historiker Auslöser des katholischen Widerstands gegen den Nationalsozialismus in Österreich. Diese Kundgebung war eine der größten in der NS-Zeit. In Art und Größe ähnliche Aktionen von Katholiken hatte es zuvor in Münster 1935/36 gegeben.
Nach dem Domkurator Johannes Krawarik, der bei dem Nazi-Überfall am nächsten Tag aus dem Fenster geworfen wurde, ist seit mehreren Jahren eine Gasse benannt: Die Pfarrkirche Altottakring hat nun die Adresse 1160 Wien, Johannes-Krawarik-Gasse 1.

## Bekannte Teilnehmer
- Wolfgang Müller-Hartburg[4] (Primararzt, Autor)

- Alois Holzhacker (Organist)[5]

- Franz Jachym[6]

- Erwin Ringel[7]

- Martin Stur (Domkaplan)[8]